# Фуріґана
Японська писемність
Ієрогліфи 漢字
Абетка 仮名
- Хіраґана 平仮名
- Катакана 片仮名
- Манйоґана 万葉仮名
- Хентайґана 変体仮名
- Джіндай моджі

Використання
- Фуріґана 振り仮名
- Окуріґана 送り仮名

Латиниця

Українська кирилиця
Фуріґана (мова 振り仮名 — фонетичні підказки в японській мові. Складаються з маленьких знаків кани, що надруковані поруч із ієрогліфами або іншими символами, і вказують на їх прочитання. У горизонтальному тексті фуріґана розташовується над лінією тексту, у вертикальному — праворуч від нього, як показано нижче. Фуріґана набирається кеглем «агатом». Іноді її називають: рубі або йоміґана
| 漢 | か ん |
| 字 | じ    |

| かん | じ |
| 漢   | 字 |

## Вигляд
Фуріґана може супроводжувати кожний ієрогліф окремо або ціле ієрогліфічне сполучення, при цьому у другому випадку знаки фуріґани розміщуються над усім сполученням, не відбиваючи читання кожного окремого ієрогліфа. Другий спосіб зустрічається частіше, оскільки деякі слова в японській мові мають нестандартне прочитання, що відрізняється від звичайних кунйомі або онйомі окремих знаків. Наприклад, 大人 отона «дорослий».
Наприклад, у словниках ієрогліфів, коли необхідно вказати відмінність між японським прочитанням кунйомі та похідним від китайського прочитання онйомі, японське прочитання записується хіраґаною, а китайське — катаканою. Такий поділ зустрічається лише у словниках і довідковій літературі. У звичайному тексті найчастіше використовується хіраґана. Єдиний виняток — китайські топоніми, імена й, іноді, назви страв — вони записуються за допомогою ієрогліфів і пояснюються фуріґаною у формі катакани.
Фуріґана інколи відрізняється від звичайних знаків кани і зменшених форм, які використовуються для подвоєння приголосних і палаталізації голосних. Наприклад, слово 却下 кякка («відхиляти») зазвичай записується хіраґаною як きゃっか, але фуріґаною воно може бути розшифроване як きやつか. Це є характерним для тексту, який набраний на старих друкованих верстатах: раніше печаток фуріґани для зменшених знаків кани не було. Сьогодні друкарні комп'ютеризовані, і фуріґана у такому вигляді зустрічається рідше.

## Використання
Найчастіше фуріґана використовується у текстах для дітей, які ще не вміють читати і розуміти незнайомі їм ієрогліфи, але можуть зрозуміти слово за фонетичною транскрипцією, яка записана хіраґаною. Через те, що японські діти вчать хіраґану раніше ніж катакану, у текстах для дошкільників фуріґана також дається й для символів катакани. У дитячих книжках фуріґана подається для всіх ієрогліфів — японською це називається сорубі (総ルビ).
В інших текстах фуріґана може бути надписана над словом, що містить рідкісний ієрогліф. У газетах і журналах фонетичні підказки подаються до всіх слів, що містять знаки, які не входять у список «Дзьойо кандзі».
Фуріґана, як правило, зустрічається на залізничних щитах разом з ієрогліфами і ромадзі, навіть якщо вимова назви станції є загальновідомою. Фуріґана також часто зустрічається на картах, якщо якийсь топонім має незвичну назву.

### В іменах
Японські імена як правило записуються ієрогліфами. Через те, що ієрогліфи можуть читатися по-різному, включаючи особливе читання для власних імен — нанорі, імена часто супроводжуються фуріґаною. У японських анкетах і офіційних документах поруч із графою для запису імені ієрогліфами завжди присутня графа для фуріґани. Іноземні імена зазвичай записуються катаканою.
Фуріґана може використовуватися для транскрипції іноземних імен, які записуються ієрогліфами: особливо китайських і корейських. Китайські імена, як правило, вимовляються на японський манер і транскрибуються хіраґаною. Корейські імена вимовляються як найближче до оригіналу, при цьому вимова записується катаканою. Також фуріґана може використовуватися у рідкісних випадках, коли іноземні імена мають ієрогліфічне написання, як наприклад, імена футбольного гравця Руї Рамоса або політичного діяча Дебіто Арудо.

### Для вивчення іноземних текстів
Ієрогліфи і їхні сполучення зазвичай супроводжуються фуріґаною у підручниках японської мови для іноземців.
Фуріґана також часто використовується у підручниках іноземних мов для японців. Слова записуються буквами іноземного алфавіту. Наприклад, знаки хангилю у підручнику корейської мови будуть супроводжуватися фуріґаною, яка вказуватиме на їхню вимову.

### Для каламбурів і підтексту
Деякі автори додають фуріґану до жаргонних слів. Саме слово записується ієрогліфом, а фуріґаною подається його жаргонне прочитання.
Посилання у тексті на зразок «див. вище», також часто записуються фуріґаною словами соре ((それ) «це» або аре (あれ) «те».
У караоке фуріґана дуже часто зустрічається у текстах пісень, тому що пісні часто записуються ієрогліфами, які можуть читатися по-різному.
Через те, що ієрогліфи відповідають за зміст, а фуріґана — за звучання, їх можна поєднувати для створення каламбуру або відбиття значення іноземних слів. Можна записати слово «зелений» ієрогліфами (緑色) і додати до нього фуріґану, що відбиває звучання англійського слова «green» (зелений).
Це робиться у субтитрах до іноземних фільмів, коли потрібно зв'язати японські субтитри з мовою героїв, або щоб дозволити перекладачеві зберегти оригінальне звучання імені або терміна, записавши його змістове значення за допомогою ієрогліфів (наприклад, Skywalker («Скайуокер») з «Зоряних війн»). Також часто в японській художній літературі фуріґана використовується для додання слову додаткових значень. Наприклад, у науковій фантастиці слово «Земля» (яп. 地球) може бути доповнена фуріґаною слова «батьківщина» (ふるさとはどこですか).

## Відображення в електронних текстових редакторах і браузерах

### Редактори
- Microsoft Word, Openoffice мають вбудовану підтримку агату (з'являється при включенні підтримки далекосхідних мов).

### Браузери
Підтримку агату стандартизовано у HTML5 за допомогою тегів <ruby>, <rt>, <rp> і у 2016 році підтримується більшістю браузерів.
| html-код                  | результат |
| ------------------------- | --------- |
| <ruby>男<rt>おとこ</ruby> | 男        |

## Інші текстові підказки

### Кунтен
У японському стилі письма, який називається канбун і є японською стилізацією класичної китайської мови, іноді додаються невеликі значки, що мають назву кунтен. На відміну від фуріґани, яка вказує на вимову чи прочитання, кунтен відображає японські граматичні структури, які відсутні у старокитайській мові, а також показує, яким чином слід переставляти ієрогліфи, враховуючи японську структуру речення.

### Фурікандзі
Фуріґана зрідка використовується для відбиття не прочитання, а змісту слова. Наприклад, якщо в тексті зустрічається іноземне слово записане ромадзі, воно може бути перекладено в тексті за допомогою фуріґани. Сьогодні це зустрічається рідше, але наприкінці XIX — початку XX століття для перекладу й пояснення запозичених слів, що записувалися катаканою, використовувалися ієрогліфи у функції фуріґани. Японською це називається фурікандзі (振り漢字), тому що слово фуріґана застосовується лише до знаків кана.